# Mentzelia thompsonii
Mentzelia thompsonii là một loài thực vật có hoa trong họ Loasaceae. Loài này được Glad mô tả khoa học đầu tiên năm 1976.